# Ала, Эфкан
Эфкан Ала (тур. Efkan Âlâ; род. 21 февраля 1965, Олту, Эрзурум) — турецкий политик. Занимал посты губернатора Диярбакыра и министра внутренних дел Турции.

## Биография
Родился в 1965 году в Олту. Изучал политологию в Стамбульском университете, который окончил в 1987 году.
В 1988 году начал работу в качестве практиканта у окружного губернатора. Проработав два года в иле Сакарья, Ала один год проходил учёбу в Британии. Занимал различные чиновничьи должности. В 2003 году был назначен губернатором ила Батман. 14 сентября 2004 года Ала стал губернатором ила Диярбакыр. Этот пост он занимал до 2007 года. 10 сентября 2007 года Ала был назначен помощником премьер-министра.
25 декабря 2013 года министр внутренних дел Муаммер Гюлер, сын которого был обвинён в коррупции, ушёл в отставку. На следующий день был объявлен новый состав правительства, Эфкан Ала получил в нём должность министра внутренних дел. Поскольку на момент своего назначения Ала не был членом турецкого парламента, это назначение вызвало острую критику.
31 августа 2016 года после встречи с президентом Турции Реджепом Эрдоганом Эфкан Ала ушёл с поста министра внутренних дел.